# أزوفو
أزوفو (بالروسية: Азово) هي مدينة في مقاطعة أومسك أوبلاست في روسيا.